# Subaugusta
Subaugusta è una stazione della linea A della metropolitana di Roma.

## Storia
La stazione fu costruita come parte della prima tratta da Anagnina a Ottaviano della linea A della metropolitana di Roma, entrata in servizio il 16 febbraio 1980.

## Struttura e impianti
Gli ingressi della stazione si trovano all'incrocio di via Tuscolana con piazza di Cinecittà e il suo nome deriva da un'arteria tangenziale nota fino al 1977 come circonvallazione Subaugusta, che prendeva il nome dall'omonima diocesi e in seguito divenuta il primo tratto di viale Palmiro Togliatti, strada di grande collegamento tra via Tuscolana e via Tiburtina.
La stazione propriamente nota come Cinecittà, adiacente a Subaugusta, si trova invece di fronte agli omonimi studi cinematografici.

## Servizi
La stazione dispone di:
- Biglietteria automatica

## Interscambi
- Fermata autobus ATAC e Cotral